# Heterorhynchites philippensis
Heterorhynchites philippensis is een keversoort uit de familie Rhynchitidae. De wetenschappelijke naam van de soort is voor het eerst geldig gepubliceerd in 1841 door Chevrolat.